# صددرپور
صددرپور (به لاتین: Sadarpur) یک منطقهٔ مسکونی در بنگلادش است که در ناحیه فریدپور واقع شده‌است. صددرپور ۲۹۰٫۲۱ کیلومتر مربع مساحت و ۱۹۳٬۳۴۷ نفر جمعیت دارد.